# Campionat d'Europa d'atletisme de 2012
El Campionat d'Europa d'atletisme de 2012 fou la vint-i-unena edició del Campionat d'Europa d'atletisme organitzat sota la supervisió de l'Associació Europea d'Atletisme. La competició es dugué a terme entre els dies 27 de juny i 1 de juliol de 2012 a l'Estadi Olímipc de Hèlsinki (Finlàndia).
Aquesta fou la tercera vegada que la ciutat de Hèlsinki allotjà uns campionats europeus després de les edicions de 1971 i 1994. I a partir d'aquesta edició el Campionat d'Europa d'atletisme passà a celebrar-se cada dos anys. En les edicions del Campionat d'Europa coincidents amb Jocs Olímpics es decidí no realitzar la competició de marató i marxa.

## Medallistes

### Categoria masculina
| Prova | Or                                                                                        | Or           | Plata                                                                       | Plata     | Bronze                                                                                   | Bronze      |
| 100 m | Christophe Lemaitre (FRA)                                                                 | 10.09        | Jimmy Vicaut (FRA)                                                          | 10.12 SB  | Jaysuma Saidy Ndure (NOR)                                                                | 10.17       |
| 200 m | Churandy Martina (NED)                                                                    | 20.42        | Patrick van Luijk (NED)                                                     | 20.87     | Daniel Talbot (GBR)                                                                      | 20.95       |
| 400 m | Pavel Maslák (CZE)                                                                        | 45.24        | Marcell Deák-Nagy (HUN)                                                     | 45.52 SB  | Yannick Fonsat (FRA)                                                                     | 45.82       |
| 800 m | Yuriy Borzakovskiy (RUS)                                                                  | 1:48.61      | Andreas Bube (DEN)                                                          | 1:48.69   | Pierre-Ambroise Bosse (FRA)                                                              | 1:48.83     |
| 1500 m | Henrik Ingebrigtsen (NOR)                                                                 | 3:46.20      | Florian Carvalho (FRA)                                                      | 3:46.33   | David Bustos (ESP)                                                                       | 3:46.45     |
| 5000 m | Mo Farah (GBR)                                                                            | 13:29.91     | Arne Gabius (GER)                                                           | 13:31.83  | Polat Kemboi Arıkan (TUR)                                                                | 13:32.63    |
| 10.000 m | Polat Kemboi Arıkan (TUR)                                                                 | 28:22.27     | Daniele Meucci (ITA)                                                        | 28:22.73  | Yevgeniy Rybakov (RUS)                                                                   | 28:22.95 SB |
| 110 m. tanques | Sergey Shubenkov (RUS)                                                                    | 13.16        | Garfield Darien (FRA)                                                       | 13.20     | Artur Noga (POL)                                                                         | 13.27 NR    |
| 400 m. tanques | Rhys Williams (GBR)                                                                       | 49.33 SB     | Emir Bekrić (SRB)                                                           | 49.49     | Stanislav Melnykov (UKR)                                                                 | 49.69       |
| 3000 m. obstacles | Mahiedine Mekhissi (FRA)                                                                  | 8:33.29      | Tarık Langat Akdağ (TUR)                                                    | 8:35.24   | Víctor García (ESP)                                                                      | 8:35.87     |
| relleus 4x100 m. llisos | Països BaixosBrian Mariano · Churandy Martina · Giovanni Codrington · Patrick van Luijk · | 38.34 EL, NR | AlemanyaJulian Reus · Tobias Unger · Alexander Kosenkow · Lucas Jakubczyk · | 38.44     | FrançaRonald Pognon · Christophe Lemaitre · Pierre-Alexis Pessonneaux · Emmanuel Biron · | 38.46       |
| relleus 4x400 m. llisos | BèlgicaAntoine Gillet · Jonathan Borlée · Jente Bouckaert · Kevin Borlée ·                | 3:01.09 EL   | Regne UnitNigel Levine · Conrad Williams · Robert Tobin · Richard Buck ·    | 3:01.56   | AlemanyaJonas Plass · Kamghe Gaba · Eric Krüger · Thomas Schneider ·                     | 3:01.77     |
| Salt d'alçada | Robert Grabarz (GBR)                                                                      | 2.31         | Raivydas Stanys (LTU)                                                       | 2.31 PB   | Mickaël Hanany (FRA)                                                                     | 2.28        |
| Salt amb perxa | Renaud Lavillenie (FRA)                                                                   | 5.97 WL      | Björn Otto (GER)                                                            | 5.92 PB   | Raphael Holzdeppe (GER)                                                                  | 5.77 =SB    |
| Salt de llargada | Sebastian Bayer (GER)                                                                     | 8.34 SB      | Luis Méliz (ESP)                                                            | 8.21 SB   | Michel Tornéus (SWE)                                                                     | 8.17 SB     |
| Triple salt | Fabrizio Donato (ITA)                                                                     | 17.63        | Sheryf El-Sheryf (UKR)                                                      | 17.28     | Aliaksei Tsapik (BLR)                                                                    | 16.97       |
| Llançament de pes | David Storl (GER)                                                                         | 21.58 SB     | Rutger Smith (NED)                                                          | 20.55 =SB | Asmir Kolašinac (SRB)                                                                    | 20.36       |
| Llançament de disc | Robert Harting (GER)                                                                      | 68.30        | Gerd Kanter (EST)                                                           | 66.53     | Rutger Smith (NED)                                                                       | 64.02       |
| Llançament de javelina | Vítězslav Veselý (CZE)                                                                    | 83.72        | Valeriy Iordan (RUS)                                                        | 83.32 PB  | Ari Mannio (FIN)                                                                         | 82.63       |
| Llançament de martell | Krisztián Pars (HUN)                                                                      | 79.72        | Aleksey Zagornyi (RUS)                                                      | 77.40     | Szymon Ziółkowski (POL)                                                                  | 76.67       |
| Decatló | Pascal Behrenbruch (GER)                                                                  | 8558 EL, PB  | Oleksiy Kasyanov (UKR)                                                      | 8321      | Ilya Shkurenyov (RUS)                                                                    | 8219 PB     |
| AR Rècord del continent \| CR Rècord del campionat \| NR Rècord nacional \| OR Rècord olímpic \| PB/PR Millor marca personal/Rècord personal SB Millor marca personal de la temporada \| WL Millor marca mundial de l'any \| WR Rècord del món |                                                                                           |              |                                                                             |           |                                                                                          |             |

### Categoria femenina
| Prova | Or                                                                               | Or           | Plata                                                                         | Plata    | Bronze                                                                           | Bronze    |
| 100 m | Ivet Lalova (BUL)                                                                | 11.28        | Olesya Povh (UKR)                                                             | 11.32    | Lina Grinčikaitė (LTU)                                                           | 11.32 SB  |
| 200 m | Mariya Ryemyen (UKR)                                                             | 23.05        | Hrystyna Stuy (UKR)                                                           | 23.17    | Myriam Soumaré (FRA)                                                             | 23.21     |
| 400 m | Moa Hjelmer (SWE)                                                                | 51.13 NR     | Ksenia Zadorina (RUS)                                                         | 51.26 SB | Ilona Usovich (BLR)                                                              | 51.94     |
| 800 m | Lynsey Sharp (GBR)                                                               | 2:00.52 PB   | Irina Maracheva (RUS)                                                         | 2:00.66  | Maryna Arzamasava (BLR)                                                          | 2:01.02   |
| 1500 m | Aslı Çakır Alptekin (TUR)                                                        | 4:05.31      | Gamze Bulut (TUR)                                                             | 4:06.04  | Anna Mishchenko (UKR)                                                            | 4:07.74   |
| 5000 m | Olga Golovkina (RUS)                                                             | 15:11.70     | Lyudmyla Kovalenko (UKR)                                                      | 15:12.03 | Sara Moreira (POR)                                                               | 15:12.05  |
| 10.000 m | Ana Dulce Félix (POR)                                                            | 31:44.75     | Joanne Pavey (GBR)                                                            | 31:49.03 | Olha Skrypak (UKR)                                                               | 31:51.32  |
| 100 m. tanques | Alina Talay (BLR)                                                                | 12.91        | Katsiaryna Paplauskaya (BLR)                                                  | 12.97    | Beate Schrott (AUT)                                                              | 12.98 =SB |
| 400 m. tanques | Irina Davydova (RUS)                                                             | 53.77 WL, PB | Denisa Rosolová (CZE)                                                         | 54.24 PB | Hanna Yaroshchuk (UKR)                                                           | 54.35 PB  |
| 300 m. obstacles | Gülcan Mıngır (TUR)                                                              | 9:32.96      | Antje Möldner-Schmidt (GER)                                                   | 9:36.37  | Gesa Felicitas Krause (GER)                                                      | 9:38.20   |
| relleus 4x100 m. llisos | AlemanyaLeena Günther · Anne Cibis · Tatjana Lofamakanda Pinto · Verena Sailer · | 42.51 EL     | Països BaixosKadene Vassell · Dafne Schippers · Eva Lubbers · Jamile Samuel · | 42.80 NR | PolòniaMarika Popowicz · Daria Korczyńska · Marta Jeschke · Ewelina Ptak ·       | 43.06     |
| relleus 4x400 m. llisos | UcraïnaYuilya Olishevska · Olha Zemlyak · Nataliya Pyhyda · Alina Lohvynenko ·   | 3:25.07 EL   | FrançaPhara Anacharsis · Lenora Guion Firmin · Marie Gayot · Floria Guei ·    | 3:25.49  | TxèquiaZuzana Hejnová · Zuzana Bergrová · Jitka Bartoničková · Denisa Rosolová · | 3:26.02   |
| Salt d'alçada | Ruth Beitia (ESP)                                                                | 1.97 =SB     | Tonje Angelsen (NOR)                                                          | 1.97 PB  | Irina Gordeeva (RUS) · Emma Green Tregaro (SWE) · Olena Holosha (UKR)            | 1.92      |
| Salt amb perxa | Jiřina Ptáčníková (CZE)                                                          | 4.60         | Martina Strutz (GER)                                                          | 4.60 SB  | Nikoleta Kyriakopoulou (GRE)                                                     | 4.60 =SB  |
| Salt de llargada | Éloyse Lesueur (FRA)                                                             | 6.81 SB      | Volha Sudarava (BLR)                                                          | 6.74     | Margrethe Renstrøm (NOR)                                                         | 6.67      |
| Triple salt | Olha Saladukha (UKR)                                                             | 14.99 WL     | Patrícia Mamona (POR)                                                         | 14.52 NR | Yana Borodina (RUS)                                                              | 14.36     |
| Llançament de pes | Nadine Kleinert (GER)                                                            | 19.18        | Irina Tarasova (RUS)                                                          | 18.91    | Chiara Rosa (ITA)                                                                | 18.47     |
| Llançament de disc | Sandra Perković (CRO)                                                            | 67.62        | Nadine Müller (GER)                                                           | 65.41    | Natalya Semenova (UKR)                                                           | 62.91     |
| Llançament de javelina | Vira Rebryk (UKR)                                                                | 66.86 NR     | Christina Obergföll (GER)                                                     | 65.12    | Linda Stahl (GER)                                                                | 63.69     |
| Llançament de martell | Anita Włodarczyk (POL)                                                           | 74.29        | Martina Hrašnová (SVK)                                                        | 73.34 SB | Anna Bulgakova (RUS)                                                             | 71.47     |
| Heptatló | Antoinette Nana Djimou Ida (FRA)                                                 | 6544 PB      | Laura Ikauniece (LAT)                                                         | 6335 PB  | Aiga Grabuste (LAT)                                                              | 6325 SB   |
| AR Rècord del continent \| CR Rècord del campionat \| NR Rècord nacional \| OR Rècord olímpic \| PB/PR Millor marca personal/Rècord personal SB Millor marca personal de la temporada \| WL Millor marca mundial de l'any \| WR Rècord del món |                                                                                  |              |                                                                               |          |                                                                                  |           |

## Medaller
Seu
| Posició | País            | Or | Plata | Bronze | Total |
| 1       | Alemanya        | 6  | 7     | 4      | 17    |
| 2       | França          | 5  | 4     | 5      | 14    |
| 3       | Ucraïna         | 4  | 5     | 6      | 15    |
| 4       | Rússia          | 4  | 5     | 5      | 14    |
| 5       | Gran Bretanya   | 4  | 2     | 1      | 7     |
| 6       | Turquia         | 3  | 2     | 1      | 6     |
| 7       | República Txeca | 3  | 1     | 1      | 5     |
| 8       | Països Baixos   | 2  | 3     | 1      | 6     |
| 9       | Espanya         | 1  | 1     | 2      | 4     |
| 9       | Noruega         | 1  | 1     | 2      | 4     |
| 11      | Itàlia          | 1  | 1     | 1      | 3     |
| 11      | Portugal        | 1  | 1     | 1      | 3     |
| 13      | Hongria         | 1  | 1     | 0      | 2     |
| 14      | Polònia         | 1  | 0     | 3      | 4     |
| 15      | Suècia          | 1  | 0     | 2      | 3     |
| 16      | Bèlgica         | 1  | 0     | 0      | 1     |
| 16      | Bulgària        | 1  | 0     | 0      | 1     |
| 16      | Croàcia         | 1  | 0     | 0      | 1     |
| 19      | Belarús         | 0  | 2     | 4      | 6     |
| 20      | Letònia         | 0  | 1     | 1      | 2     |
| 20      | Lituània        | 0  | 1     | 1      | 2     |
| 20      | Sèrbia          | 0  | 1     | 1      | 2     |
| 23      | Dinamarca       | 0  | 1     | 0      | 1     |
| 23      | Eslovàquia      | 0  | 1     | 0      | 1     |
| 23      | Estònia         | 0  | 1     | 0      | 1     |
| 26      | Finlàndia       | 0  | 0     | 1      | 1     |
| 26      | Grècia          | 0  | 0     | 1      | 1     |
|         | Total           | 42 | 42    | 44     | 128   |